# Le Musicien errant
Pour plus de détails, voir Fiche technique et Distribution.
Le Musicien errant (Friedemann Bach) est un film allemand réalisé par Traugott Müller (de), sorti en 1941.
Le film est une biographie de Wilhelm Friedemann Bach, fils de Johann Sebastian Bach, d'après le roman d'Albert Emil Brachvogel (de).

## Synopsis
Lors d'un concert à la maison des Bach, arrive le fils Wilhelm Friedemann. Il vient de quitter Halle, ne supportant plus les représailles là-bas. Après qu'il a aidé sa sœur Frederike à annoncer à leur père son amour pour Johann Christoph Altnikol, la famille reçoit la visite du messager de la cour de Saxe. Johann Sebastian est invité à participer à un concours musical contre le compositeur français Louis Marchand. Comme Johann Sebastian ne veut pas laisser le chœur de l'église Saint-Thomas de Leipzig, il envoie Friedemann à Dresde.
Friedemann l'emporte devant le Français. Il devient un professeur de musique convoité, la comtesse Antonia Kollowrat est une de ses élèves, il reçoit de la cour la composition d'un ballet. Sous l'influence du comte Heinrich von Brühl, qui a un œil sur la comtesse, il travaille avec la danseuse Mariella Fiorini et forment un couple. Après le succès du ballet, Friedemann est nommé compositeur de la cour. Mais lorsque la critique se fait plus forte après le succès, Friedemann reconnaît que la superficialité de la cour ne correspond pas à ses ambitions artistiques. Friedemann promet de trouver un nouvel emploi pour épouser Antonia; son père l'aide.
Mais quand Johann Sébastian meurt, commence une série de déceptions pour Friedemann. Sous la pression du public, il fait une composition d'après une de son père. Le plagiat est révélé, Antonia et Johann Christoph sont déconcertés. Friedemann ne supporte plus d'être un fils, il veut être un artiste à part entière.
Aigri, il rejoint une troupe de comédiens. Johann Christoph le retrouve après quelques années et lui dit qu'Antonia l'attendait à Brunswick, Friedemann a envie de la revoir, seulement elle s'est mariée au comte de Brühl. Lorsque la troupe donne une représentation à Dresde, le comte organise une rencontre entre Friedemann et Antonia. Alors qu'elle veut l'aider, Friedemann lui exprime son amertume. À la demande du comte, Friedemann doit quitter la Saxe.
Friedemann propose désespérément à un marchand de musique une composition de son père. Une dispute éclate lorsque le marchand se moque de Johann Sebastian Bach. Friedemann reçoit un coup de poignard, il meurt peu après.

## Fiche technique
- Titre original : Friedemann Bach
- Titre français : Le Musicien errant[1]
- Réalisation : Traugott Müller (de), assisté d'Ulrich Erfurth
- Scénario : Helmut Brandis, Eckart von Naso (de)
- Musique : Mark Lothar
- Direction artistique : Herta Böhm, Artur Günther (de)
- Costumes : Vera Mügge
- Photographie : Walter Pindter (de)
- Son : Walter Rühland
- Montage : Alexandra Anatra
- Production : Gustaf Gründgens
- Sociétés de production : Terra Filmkunst
- Société de distribution : Terra Filmverleih
- Pays de production :  Reich allemand
- Langue : allemand
- Format : Noir et blanc - 1,37:1 - Mono - 35 mm
- Genre : Biographie
- Durée : 102 minutes
- Dates de sortie :
  - Allemagne : 25 juin 1941.
  - Suède : 24 octobre 1941.
  - Royaume de Hongrie : 27 novembre 1941.
  - France : 16 janvier 1942[1].
  - Danemark : 25 février 1942.
  - Finlande : 12 avril 1942.

## Distribution
- Gustaf Gründgens: Wilhelm Friedemann Bach
- Eugen Klöpfer: Johann Sebastian Bach
- Wolfgang Liebeneiner: Carl Philipp Emanuel Bach
- Lina Lossen: Anna Magdalena Bach
- Lotte Koch: Friederike Bach
- Leny Marenbach: Antonia Kollowrat
- Johannes Riemann: Heinrich von Brühl
- Camilla Horn: Mariella Fiorini
- Hermine Körner: La comtesse Kollowrat
- Gustav Knuth: Johann Christoph Altnikol
- Sabine Peters: Charlotte von Erdmannsdorf
- Franz Schafheitlin: Le secrétaire Siepmann
- Boris Alekin: Louis Marchand
- Franz Arzdorf: Le chamberlain à la cour royale de Dresde
- Paul Bildt: Le marchand de musique
- Vera Comployer: Elvira, actrice de la troupe
- Ernst Dernburg: Auguste III de Pologne
- Erich Dunskus: Un membre de la troupe
- Albert Florath: L'aubergiste de Dresde
- Fred Goebel: Le danseur accompagnant Mariella Fiorini
- Eric Helgar: Le chanteur accompagnant Mariella Fiorini
- Karl Hellmer: Le jardinier de C.P.E. Bach
- Liselotte Schaak: La princesse Josepha
- Annemarie Schäfer: La jeune dame à la cour de Dresde
- Werner Scharf: Le baron à la cour de Dresde
- Just Scheu: Le messager de la cour
- Alfred Schieske: L'aubergiste à Brunswick
- Annemarie Schreiner: Une membre de la troupe
- Heinrich Schroth: Le gestionnaire des domaines du baron von Sollnau
- Wolfgang Staudte: Un musicien de Carl Philipp Emanuel Bach
- Annemarie Steinsieck: Mme von Erdmannsdorf
- Magnus Stifter: La maître de cérémonie de la cour de Dresde
- Walter Tarach: Lemme, élève en classe d'orgue
- Leopold von Ledebur: Un danseur auprès de Fiorini
- Franz Weber: Le fossoyeur
- Meta Weber: Therese, la servante de Fiorini
- Otto Wernicke: Un client de la boutique de musique
- Wolf Trutz: Franz
- Walter Werner: Le chef de la troupe
- Achim von Biel: Un invité de la famille Johann Sebastian Bach
- Michael von Newlinski: Un invité de Fiorini
- Angelo Ferrari: Un invité de Fiorini
- Peter C. Leska: Un invité de Fiorini
- Georg A. Profé: Un invité de Fiorini

## Article annexe
- Liste des longs métrages allemands créés sous le nazisme

## Source de la traduction
- (de) Cet article est partiellement ou en totalité issu de l’article de Wikipédia en allemand intitulé « Friedemann Bach (Film) » (voir la liste des auteurs).